# Pronar 5340
Pronar 5340 – ciągnik rolniczy produkowany przez Pronar Sp. z o.o.

## Dane techniczne
Silnik:
- Marka:  Deutz
- Typ: TCD3.6L4 wersja C4DT74A
- Norma toksyczności: Stage IIIB
- Liczba cylindrów: 4
- Pojemność skokowa: 3621 cm³
- Średnica cylindra: 98 mm
- Skok tłoka: 120 mm
- Moc znamionowa: 78 kW - 106 KM
- Znamionowa prędkość obrotowa: 2200 obr./min
- Maksymalny moment obrotowy: 420 Nm
- Prędkość obrotowa momentu maksymalnego: 1600 obr./min
- Układ wtryskowy: Common Rail
- Układ dolotowy: z turbodoładowaniem i chłodnicą powietrza (intercooler)
- Pojemność zbiornika paliwa: 125 dm³
- Układ oczyszczania spalin: katalizator utleniający DOC[2]

Układ napędowy:
- Marka: ZF T-557
- Typ skrzyni biegów: mechaniczna, synchronizowana
- Całkowita liczba przełożeń przód/tył:	16/16
- Wzmacniacz momentu Powershift: standard
- Liczba przełożeń: 1 przełożenie
- Zmiana kierunku jazdy –
- Sprzęgło: Jednotarczowe, cierne, sterowane hydraulicznie firmy LUK
- Blokada mechanizmu różnicowego: załączana elektrohydraulicznie
- Przedni most napędowy: HEMA HFA100650M
- Mechanizm różnicowy osi przedniej: Samoblokujący się, o podwyższonym tarciu wewnętrznym

Układ hydrauliczny 
- pojemność zbiornika oleju: 40 dm³
- ciśnienie: 175 bar
- Sterowanie tylnym TUZ Elektrohydrauliczne: EHR 5 BOSCH
- wydatek pompy olejowej: 58 dm³/h
- liczba sekcji rozdzielacza hydraulicznego: 3
- Udźwig tylnego TUZ w osi końcówek: 4200 kg
- Udźwig przedniego TUZ w osi końcówek: 2100 kg

Wymiary i masy
- Masa pojazdu nieobciążonego w stanie gotowym do jazdy (z płynami eksploatacyjnymi i kierowcą 75kg) 5015 kg
- Rozkład mas na osie - przód/tył (kg) 2480/2535
- Dopuszczalna masa całkowita (kg) 7000
- Dopuszczalny nacisk na oś przednią/tylną (kg) 2800**/5000
- Rozstaw osi (mm) 2369
- Rozmiary opon - oś przednia/tylna 380/70R24 18,4R34
- Maksymalny kąt skrętu kół przednich: 55°
- Długość:

- bez obciążników: 4127 mm
- z obciążnikami: 4532 mm
- Szerokość: 2080-2379 mm
- Wysokość: 2744-2799 mm
- Prześwit pod tylną osią: 326 mm

Układ hamulcowy: 
- hamulce robocze Mokre, sterowane hydraulicznie
- instalacja hamulcowa przyczep: Pneumatyczna, dwuprzewodowa lub dwuprzewodowa + jednoprzewodowa lub hydrauliczna

Instalacja elektryczna 
- alternator 1,26 kW 14V
- rozrusznik 3kW-12V

Kabina
- Ochronna typ KS-14
- Oddzielne układy wentylacji i ogrzewania o dużej efektywności.
- Ergonomiczne panele sterowania.
- Zmienne położenie panelu wskaźników ruchome wraz z kolumną kierowniczą.
- Uchylne szyby boczne narożne oraz szyba tylna.
- Dodatkowe miękkie składane siedzisko dla pasażera.
- Duża liczba podręcznych schowków.
- Poziom hałasu na stanowisku operatora 81dBA (przy prędkości maksymalnej).